# Дивна Горица (Сува планина)
Дивна Горица је најсевернији врх Суве планине висок 1389 m, и представља крај његовог бочног крака, који се од главног планинског венца одваја на Пасарелу (1522 m). Да је овај најсевернији врх Суве планине, не само један од већих већ и један од њених најлепших врхова, говори његово помало необично име — Дивна Горица.

## Заштита
Овај врх је у Специјалном резервату природе „Сува планина” у режиму заштите првог степена, који  обухвата две одвојене целине:
- Мосор,
- Соколов камен - Трем - Смрдан - Дивна Горица.

## Положај и прилаз
Дивна Горица као завршетак бочног крака Суве планине од главног планинског венца одваја се на око 5 км удаљеном Пасарелу. Северно од Пасарела, споредни гребен Суве планине се са Рженца (1459 m) спушта
на седло по имену Преслап (око 1165 m), а затим се стрмо уздиже до Дивне горице. После ње, и нешто севернијег Боговог врха (975 m), убрзо се завршава изнад белопаланачког Новог Села и Вргудинца.
Административно масив око врха, као и сам врх припадају општини Нишка Бања.
Успон на Дивну Горицу обично креће на надморској висини од 465 m, почев од од раскрнице на асфалтном путу који од села Мокра води у правцу дечјег одмаралишта код Дивљане — на удаљености од око 1,5 кm, од Мокре, 4 кm од центра Беле Паланке и на неких 500 m испред скретања за Видово, односно Мокрањско равниште. До превоја Преслап иде се деоницом са тврдом земљаном подлогом у дужини од око 5,5 кm, до испод превоја Преслапа, где следи деоница тврдог земљаног пута просеченог кроз падину обраслу ниским дрвећем и жбуњем, у дужини од око 5,5 кm. Непосредно пред Преслапом крајолик се мења, а пут пролази кроз букову шуму. Након изласка на Преслап, пут наставља по тешком каменитом терену, све до Дивне Горице, где се и завршава, јер се испод ње, на западу, уздиже готово вертикалан стеновит одсек, висине око 500 m. Иако се траса пута не одржава и у лошем је стању, она је ипак употребљива за аутомобиле са подигнутом шасијом и искусне возаче.
Од скретања са асфалта изнад Мокре, до Дивне Горице просечном планинару потребно је око два сата и двадесет минута хода.

## Географске карактеристике
Језгро Дивна Горица, као и највећи део Суве планине граде силур-девонске и карбонске стене откривене углавном у Првокутинској и Сићевачкој клисури, у извориштима и врелима Јелашничке клисуре, на простору Црвене Реке и испод Куновице. Њихови представници су лидити, нагорели гвожђевити шкриљци, кречњаци, аргилошисти, силификовани филити, кварцити и пешчари. Изнад њих леже моћне наслаге пермских пешчара, карактеристичних по својој црвеној боји.
Дивну Горица чине скоро искључиво кречњаци титон-валендинске старости. Нешто мање заступљени су и други одељци из периода доње (отрив и барем) и горње (сантон) креде; први на ободу према Коритничкој, а други ка Островичкој котлини. Код села Присјана, Грнчара, Топонице, Сићева и Свете Петке јављају се још и магматити, тј. базалт, микрогранит и дацит.
Од терцијарних вулканита заступљени су дацити и андезити, као и алкалне габроидне стене. Амфиболски андезити и њихови туфови се налазе у миоценским седиментима, а агломерати дацита у миоплиоценским, сто одредује и њихову старост. Остали вулканити пробијају старије седименте, али им се претпоставља миоценска старост.
Кречњаци су вишеструко убирани, навлачени разламани, тако да су испресецани бројним раседним и другим пукотинама које полазе од површине, а завршавају се на дну кречњачке масе. Појаве угља указују да су за време трајања неогеног језера Дивна Горица биле под шумским биоценозама. На кратко трајање шумских заједница у овој области сведочи мала дебљина лигнита (угља) на северним падинама Суве планине.

## Туристичке знаменитости
За планинаре и друге туристе Дивна горица је место са најлепшим погледом на тај део Суве планине. То овај врх сврстава у групу ванредно лепих видиковаца на такозваној „Нишкој трансверзали”, која повезује највише врхове на Сврљишким планинама и Сувој планини.
Почев од Преслапа отвара се прелеп поглед ка главном гребену Суве планине са Ђордином чуком (1735 m), Тремом (1809 m), превојем Девојачки гроб и Соколовим каменом (1523 m). 
На запад, поглед сеже до  Ниша, на не тако високи, али за алпинисте најатрактивнији врх - тешко приступачни Мосор (984 m).
Са источне стране, пружа се прелеп поглед на Белу Паланку (ваздушном линијом удаљену око 7 км), Дивљанско језеро и Шљивовички врх.